# سونیاچنا دولینا
سونیاچنا دولینا (به لاتین: Soniachna Dolyna) یک منطقهٔ مسکونی در اوکراین است که در سوداک واقع شده‌است. سونیاچنا دولینا ۱٬۵۲۶ نفر جمعیت دارد و ۹۵ متر بالاتر از سطح دریا واقع شده‌است.